# Farátsi
Farátsi, en grec moderne : Φαράτσι, est un village du dème de Mylopótamos, en Crète, en Grèce. Selon le recensement de 2011, la population de Farátasi compte 3 habitants. Il est situé à une altitude de 320 m et à une distance de 43 km de Réthymnon.